# Johann Justus Sello
Johann Justus (Jost) Daniel Sell, ab 1724  Sello (* 8. April 1690 in Ebersbach (heute Ewersbach), Nassau-Dillenburg; † 19. Oktober 1768 in Berlin) war ein Königlicher Planteur im Berliner Tiergarten. Er gilt als Begründer der Hofgärtnerdynastie Sello, die über Generationen in königlich-preußischen Diensten stand.

## Leben und Wirken
Johann Justus Sell, der Sohn des Ackerbürgers Johannes Sell und der Anna Catherina, geborene Aurand, übersiedelte 1698 aus dem damaligen Ebersbach nach Berlin. Bevor er in die Dienste des preußischen Hofes trat, arbeitete er im Garten des späteren Staatsministers Ehrenreich Bogislaus von Creutz an der Klosterstraße 36.
1718 berief ihn Friedrich Wilhelm I. als Nachfolger des Lindenplanteurs Johann Friedrich Schmeltz in den Berliner Tiergarten. Da der Soldatenkönig im Zuge weitreichender Sparmaßnahmen einige Gartenanlagen aufgab und zahlreiche Gärtner entließ, war es wohl „mehr ein Zufall […], dass Friedrich Wilhelm I. […] Johann Justus Sello […] als Planteur im Tiergarten anstellte und damit den Stammvater der großen Selloschen Gärtnerfamilie in Preußen verwurzelte.“ Sell, der sich ab 1724 „Sello“ nannte, legte im Auftrag des Königs unter anderem eine Baumplantage am Weg nach Tempelhof an und war für Anpflanzungen in und um Berlin verantwortlich.
Nach dem Regierungsantritt Friedrichs II. wurde der als Jagdrevier genutzte Tiergarten für die Öffentlichkeit zugänglich gemacht. Unter Leitung Georg Wenzeslaus von Knobelsdorffs, dem die Verwaltung aller königlichen Schlösser und Gärten in Preußen unterstand, arbeitete Johann Justus Sello ab 1742 an der Umgestaltung des Tiergartens zu einem barocken Lustpark mit. Er schmückte das Areal unter anderem mit Bosketten und pflanzte 1743 am Weg von und nach Charlottenburg, heute Straße des 17. Juni, 6.000 Linden. Außerdem legte er 1754 am Landwehrgraben eine Maulbeerplantage an.

## Familie
Kurz bevor Johann Justus Sello in königliche Dienste trat, heiratete er am 7. März 1718 in der Cöllnischen oder Köpenicker Vorstadt, später Luisenstadt, Rahel Güntsch (* 1693), die Tochter des Bürgermeisters Samuel Güntsch aus Liebenwalde. Aus der Ehe gingen sechs Kinder hervor. Zwei Söhne ergriffen den Gärtnerberuf. Der 1722 geborene Ehrenreich Wilhelm übernahm nach dem Tod des Vaters dessen Planteursstelle im Tiergarten und der 1724 geborene Johann Samuel wurde Hofgärtner in Rheinsberg und im Küchengarten von Sanssouci. Von den 1735 oder 1739 geborenen Zwillingstöchtern Rahel und Anna Catharina, heiratete die Letztgenannte den Hofgärtner Johann Joseph Nietner, der als Begründer der Hofgärtnerdynastie Nietner gilt.